# Lycaenopsis renonga
Lycaenopsis renonga är en fjärilsart som beskrevs av Roley. Lycaenopsis renonga ingår i släktet Lycaenopsis och familjen juvelvingar. Inga underarter finns listade i Catalogue of Life.